# Trung Dũng (diễn viên)
Phạm Trung Dũng (sinh năm 1973), nổi tiếng với nghệ danh Trung Dũng, là một nam diễn viên và MC người Việt Nam. Năm 2015, anh đoạt giải thưởng "Nam diễn viên chính xuất sắc" tại Lễ trao giải Cánh diều với vai diễn Trung trong Lạc giới.

## Tiểu sử và sự nghiệp
Trung Dũng sinh năm 1973 tại Vĩnh Long trong gia đình có 7 người con, có cha là bộ đội. Từ quê lên Thành phố Hồ Chí Minh để học, Trung Dũng làm bồi bàn với mức lương 500.000 / tháng vì anh không muốn phụ thuộc vào gia đình.
Sau đó anh đăng ký thi vào Trường Sân khấu Điện ảnh và đậu thủ khoa. Trung Dũng tốt nghiệp Khoa Diễn viên (khóa 4) Trường Cao đẳng Sân khấu - Điện ảnh Thành phố Hồ Chí Minh năm 1997.
Năm 2018, Trung Dũng ghi dấu ấn qua vai Kiệt trong bộ phim Gạo nếp gạo tẻ. Vai diễn này giúp anh đoạt Giải Mai Vàng ở hạng mục "Nam diễn viên điện ảnh, phim truyền hình được yêu thích".
Ngoài ra, Trung Dũng đã phát hành ca khúc thu âm Đóa hoa pha lê và Nhớ mưa Sài Gòn do Bến Thành Audio - Video thực hiện.

## Danh sách phim

### Phim truyền hình
| Năm  | Tựa phim                    | Vai diễn            | Đạo diễn                            | Kênh          | Nguồn        |
| ---- | --------------------------- | ------------------- | ----------------------------------- | ------------- | ------------ |
| 1999 | Đất trắng                   | Năm Lợi             | Trần Quang Đại                      | HTV7          |              |
| 1999 | Cánh buồm ảo ảnh            | Trương              |                                     | HTV7          |              |
| 2000 | Ba lẻ một                   |                     | Khải Hưng                           |               |              |
| 2002 | Chuyện tình biển xa         | Hải                 | Lê Đức Tiến                         | HTV7          |              |
| 2002 | Trùng quang tâm sử          | Cựu                 | Trần Quang Đại                      | HTV7          |              |
| 2002 | Người đàn bà yếu đuối       | Dũng                | Đinh Đức Liêm                       | HTV7          |              |
| 2003 | Ấp ba nhà                   |                     | Trần Vịnh                           | VTV1          |              |
| 2004 | Ngọn nến Hoàng cung         | David Paul          | Nguyễn Quốc Hưng                    | HTV9          |              |
| 2004 | Trái tim đồng bằng          |                     | Trần Ngọc Phong                     | VTV3          |              |
| 2005 | Người trong gia đình        |                     | Lê Hữu Lương                        | VTV3          |              |
| 2005 | Niềm đau chôn giấu          |                     | Trần Hoài Sơn                       | HTV7          |              |
| 2006 | Dollars trắng               | Lê Nguyên Anh       | Trần Cảnh Đôn                       | HTV9          |              |
| 2006 | Nghề báo                    | Chủ Biệt Thự        | Phi Tiến Sơn                        | HTV9          |              |
| 2006 | Dưới cờ đại nghĩa           | Mười Trí            | Nguyễn Tường Phương - Lê Phương Nam | HTV7          |              |
| 2006 | Muối mặn gừng cay           |                     | Lê Ngọc Linh                        | VTV3          |              |
| 2008 | Mùa chim én xôn xao         |                     | Lê Hữu Lương                        | HTV9          |              |
| 2009 | Có lẽ nào ta yêu nhau       |                     | Tống Thành Vinh                     | VTV1          |              |
| 2009 | Câu chuyện pháp đình        | Hoàng               | Nguyễn Tường Phương                 | HTV9          |              |
| 2009 | Cầu trường không yên tĩnh   | Lê Chánh            | Lê Phương Nam                       | HTV9          |              |
| 2009 | Đại gia đình                |                     | Trần Quang Đại                      | VTV1          |              |
| 2010 | Cưới ngay kẻo tết           |                     | Phi Tiến Sơn                        | VTV3          |              |
| 2010 | Vó ngựa trời Nam            | Nguyễn Bình         | Lê Cung Bắc                         | HTV7          |              |
| 2010 | Chạm vào quá khứ            | Trung               | Trần Văn Thành                      | SCTV14        |              |
| 2011 | Huyền sử thiên đô           | Lê Long Đĩnh        | Đặng Tất Bình - Phạm Thanh Phong    | VTV3          | Có giọng Bắc |
| 2011 | Dây leo hạnh phúc           | Bảo Sơn             | Chu Thiện                           | TodayTV       |              |
| 2011 | Thiên sứ lông bông          | Phong               | Võ Tấn Bình                         | HTV2          |              |
| 2011 | Nỗi đau của hạnh phúc       | Nhật Hoàng          | Lê Hướng Nam                        | VTV9          |              |
| 2012 | Hạnh phúc mong chờ          | Thanh Tân           | Lê Hướng Nam                        | THVL1         |              |
| 2012 | Hoa phù dung                | Vũ Thiên            | Đặng Tất Bình                       | THVL1         |              |
| 2013 | Quý bà lắm chiêu            | Minh                | Nguyễn Mạnh Hà                      | SCTV14        |              |
| 2013 | Ánh ban mai                 |                     | Đặng Tất Bình                       | VTV9          |              |
| 2013 | Ranh giới mong manh         | Ông Toàn            | Nguyễn Mạnh Hà                      | HTV9          |              |
| 2014 | Bên lề tội ác               | Cường               | Đặng Minh Quang                     | THVL1         |              |
| 2014 | Trái tim màu xanh           | Cường               | Quốc Minh                           | SCTV14        |              |
| 2014 | Những kẻ hai mặt            | Vũ                  | Đặng Tất Bình                       | VTV3          |              |
| 2014 | Cuộc chiến quý ông          | Ông Khoa            | Nguyễn Phương Điền                  | VTV9          |              |
| 2014 | Vết dầu loang               |                     | Nguyễn Trọng Hải                    | HTV9          |              |
| 2014 | Bằng chứng vô hình          | Thế Kiệt            | Đặng Minh Quang                     | HTV7          |              |
| 2015 | Nữ cảnh sát tập sự          | Hồ Thắng            | Nguyễn Phương Điền                  | VTV3          |              |
| 2015 | Tình và lý                  | Đinh Thái           | Nguyễn Thu                          | SCTV14        |              |
| 2015 | Tiếng cú đêm                | Ông Phong           | Lê Hướng Nam                        | THVL1         |              |
| 2015 | Bí mật chôn vùi             | Ông Hào             | Nguyễn Lê Minh                      | VTV Cần Thơ 1 |              |
| 2015 | Oan gia khó tránh           | Ông Vũ              | Nhật Trung                          | HTV9          |              |
| 2015 | Giọt nước mắt hận thù       | Kế Khùng            | Lê Hướng Nam                        | TodayTV       |              |
| 2016 | Bồng bềnh trên sông         | Ông Lý              | Lê Hùng Phương                      | VTV3          |              |
| 2016 | Giá của nụ cười             | Phong               | Lê Minh                             | Let's Viet    |              |
| 2017 | Người đẹp lỡ thì            | Nguyễn Quang        | Võ Tấn Bình                         | HTV2          |              |
| 2017 | Cuộc chiến nhân tâm         | Thầy Nhân           | Mai Dũng                            | THVL1         |              |
| 2018 | Gạo nếp gạo tẻ              | Kiệt                | Võ Thạch Thảo                       | HTV2          |              |
| 2018 | Định mệnh trùng phùng       | Khánh Đình          | Đặng Minh Quang                     | VTV8          |              |
| 2018 | Khép lại quá khứ            | Ông Việt            | Nguyễn Đức Nhật Thanh               | HTV9          |              |
| 2020 | Giọt máu vô hình            | Ông Khải Hoàng      | Nhâm Minh Hiền                      | SCTV14        |              |
| 2020 | Gạo nếp gạo tẻ 2            | Ông Hải             | Nguyễn Hoàng Anh                    | HTV2          |              |
| 2020 | Vua bánh mì                 | Ông Vinh            | Nguyễn Phương Điền                  | THVL1         |              |
| 2020 | Hải Đường trong gió         | Ông Dần             | Nguyễn Hoàng Anh                    | HTV2          |              |
| 2021 | Lưới trời                   | Hoàng Hải           | Nguyễn Phương Điền                  | THVL1         |              |
| 2022 | Hoa hồng giấy               | Ông Nhật Đăng       | Đặng Thái Huyền                     | Netflix       |              |
| 2023 | Nữ chủ                      | Ông Dần             | Nguyễn Hoàng Anh                    | HTV2          |              |
| 2023 | Tình yêu dối lừa            | Ông Hoàng Nam       | Trần Ngọc Phong                     | THVL1         |              |
| 2023 | Mặt trời mùa đông           | Ông Hải             | Trần Bửu Lộc                        | HTV2          |              |
| 2023 | Người thầm lặng             | Ông Quang           | Nguyễn Dương                        | THVL1         |              |
| 2023 | Kế hoạch hoàn hảo           | Kim Long & Phi Long | Võ Việt Hùng                        | THVL1         |              |
| 2024 | Nữ luật sư                  | Ba Kỳ               | Trọng Trinh                         | SCTV14        |              |
| 2024 | 7 năm chưa cưới sẽ chia tay | Ông Long            | Nguyễn Hoàng Anh                    | VieON         |              |
| 2024 | Hạnh phúc bị đánh cắp       | Đức Phúc            | Nhâm Minh Hiền                      | VieON         |              |
| 2024 | Trái tim bất hạnh           | Ông Lâm             | Trọng Trinh                         | SCTV14        |              |
| 2024 | Tham vọng giàu sang         | Ông Tĩnh            | Hoàng Tuấn Cường                    | THVL1         |              |
| 2024 | Gia vị tình thâm            | Ông Thành           | Huỳnh Long Trung Nghĩa              | VTV9          |              |

### Phim điện ảnh
| Năm  | Tựa phim                    | Vai diễn | Đạo diễn        | Ghi chú            |
| ---- | --------------------------- | -------- | --------------- | ------------------ |
| 1997 | Hạ sĩ quan                  | Sấm      | Lê Dũng         |                    |
| 2001 | Thung lũng hoang vắng       | Hùng     | Phạm Nhuệ Giang | kiêm Phó quay phim |
| 2003 | Gái nhảy                    |          | Lê Hoàng        |                    |
| 2007 | Võ lâm truyền kỳ            | Công an  | Lê Bảo Trung    |                    |
| 2012 | Đam mê                      | Tư Dược  | Phi Tiến Sơn    |                    |
| 2014 | Lạc giới                    | Trung    | Phi Tiến Sơn    |                    |
| 2014 | Xui mà hên                  |          |                 |                    |
| 2023 | Lật Mặt 6: Tấm vé định mệnh | Khanh    | Lý Hải          |                    |

## Giải thưởng và đề cử
| Năm  | Lễ trao giải     | Hạng mục                                                     | Đề cử                     | Kết quả   | Chú thích |
| ---- | ---------------- | ------------------------------------------------------------ | ------------------------- | --------- | --------- |
| 2015 | Cánh Diều Vàng   | Nam diễn viên chính xuất sắc                                 | Trung trong Lạc giới      | Đoạt giải | [ 9 ]     |
| 2015 | Ngôi Sao Xanh    | Nam diễn viên chính xuất sắc                                 | Trung trong Lạc giới      | Đoạt giải | [ 10 ]    |
| 2019 | Giải Mai Vàng    | Nam diễn viên điện ảnh, phim truyền hình được yêu thích nhất | Kiệt trong Gạo nếp gạo tẻ | Đoạt giải | [ 11 ]    |
| 2020 | Tình Bolero 2020 | —                                                            | —                         | Á quân    | [ 12 ]    |